# Dichteren
Dichteren is een Vinex-wijk in het zuiden van de gemeente Doetinchem in de Nederlandse provincie Gelderland. Er wonen ongeveer 7000 mensen. De wijk heeft een grote bevolkingsdichtheid door de compacte bouwstijl.

## Buurtschap

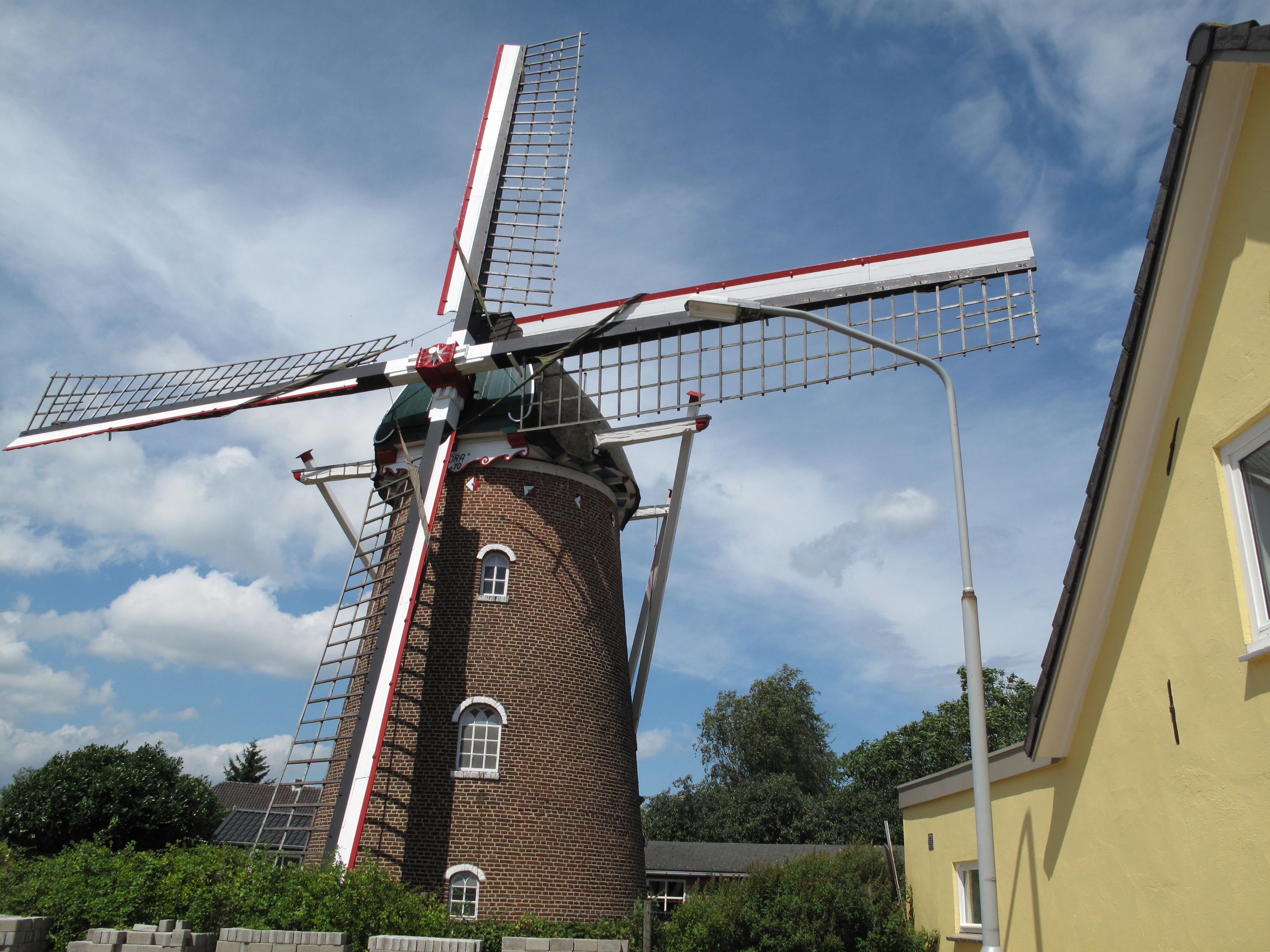
Dichteren, molen Aurora

Dichteren maakte van 1811 tot 1817 deel uit van de gemeente Hummelo. Bij de eerste volkstelling na de invoering van de burgerlijke stand valt Dichteren onder de gemeente Ambt Doetinchem. Het is dan een buurtschap met 400 inwoners. In 1890 was dit gedaald tot 328. In 1919 werden de gemeenten Ambt Doetinchem en Stad Doetinchem samengevoegd tot één gemeente Doetinchem.
In 1871 werd de molen Aurora vanuit De Houtkamp in Doetinchem naar Dichteren verplaatst. Op De Houtkamp ving de molen te weinig wind.

## Vinex-wijk
Tussen de buurtschap Dichteren en de stad Doetinchem werd tussen 1993 en 2015 de Vinex-wijk Dichteren gebouwd. De wijk beschikt over een gezondheidscentrum, een supermarkt, basisscholen, een woonzorgcomplex, een dierenarts. Dit alles bevindt zich centraal rond het Willy Brandtplein. Aan de rand van de wijk bevindt zich Sportpark Dichteren, waar voetbalvereniging VIOD zich gevestigd heeft.